# Glándula sudorípara
La glándula sudorípara es una glándula que está situada en la dermis reticular e hipodermis y consta de largos y delgados tubos, cerrados por el extremo inferior, donde se juntan, formando un ovillo. Por los poros que se abren al exterior, segregan el sudor, grasa sebácea líquida, con sabor salado, y una textura parecida a la orina. Es una parte fundamentel de la función sudomotora.
En dermatología las glándulas sudoríparas forman junto con las glándulas sebáceas, los folículos pilosos y las uñas, las llamadas faneras o "anexos cutáneos".
Las glándulas sudoríparas se dividen en dos grupos:
las glándulas sudoríparas ecrinas y las glándulas sudoríparas apócrinas.

## Glándulas sudoríparas ecrinas

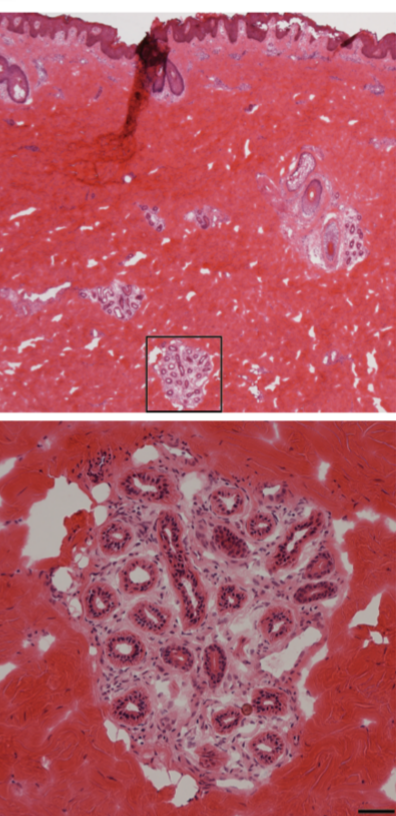
Corte histológico teñido con HyE.

Las glándulas sudoríparas ecrinas son las glándulas sudoríparas más grandes del cuerpo humano, se encuentran en prácticamente toda la piel, con la mayor densidad en la palma de la mano y las plantas de los pies, luego en la cabeza, pero mucho menos en el torso y las extremidades. En otros mamíferos, son relativamente escasas y se encuentran principalmente en áreas sin pelo como las almohadillas de las patas. Alcanzan su punto máximo de desarrollo en los seres humanos, donde pueden llegar a haber entre 200 y 400/cm² de superficie de la piel.
Están formadas por un glomérulo secretor y un conducto excretor largo que desemboca  directamente en un orificio de la superficie de la piel.

## Anatomía
Existen unas 600 glándulas sudoríparas por centímetro cuadrado de piel, con mayor concentración en palmas de las manos, plantas de los pies y región frontal de la cara.
El glomérulo se encuentra en la profundidad de la piel, cerca de la dermis.

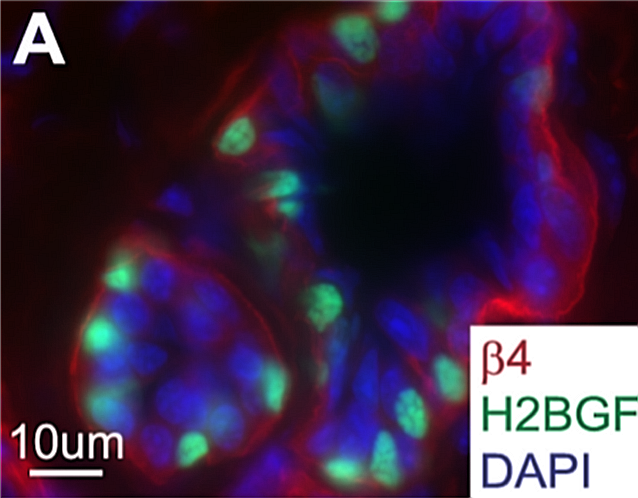
Acino con sus dos compartimentos. Luminal con núcleos azules y basal (núcleos verdes). Membrana basal en rojo.

La porción secretora o adenómero es de tipo acinar, con una luz estrecha, está formado por epitelio cúbico secretor.

La zona basal del acino está formada por célula mioepiteliales contráctiles, una membrana basal y terminaciones nerviosas.
El conducto es largo y está constituido por dos capas celulares: ductal luminal y 
ductal basal, no secretoras.

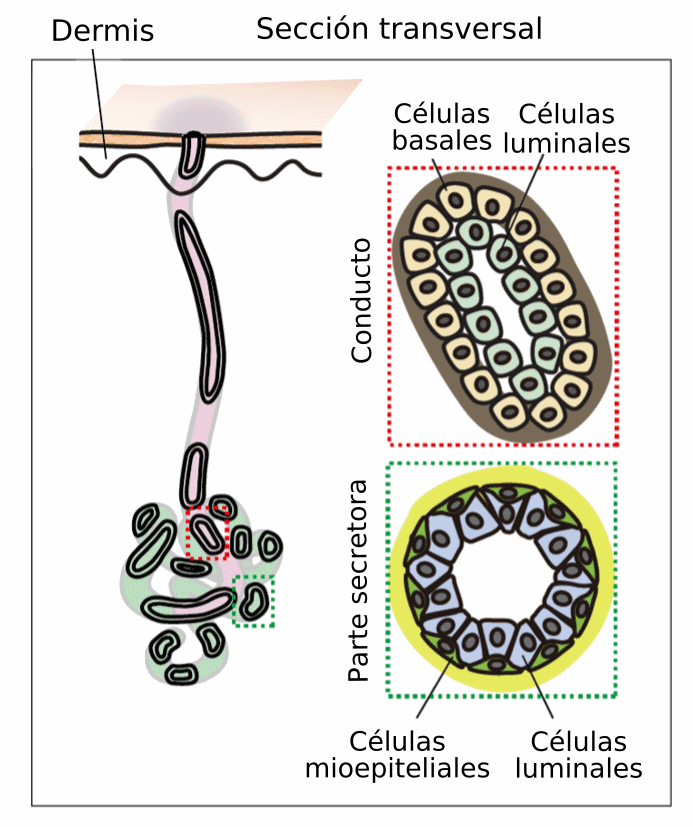
Izquierda: Reconstrucción 3D de un glomérulo secretor y su conducto. Derecha: Arriba - corte de un conducto; abajo - corte de un acino secretor.

Segregan un litro al día en condiciones basales y pueden perder hasta 10 litros en condiciones extremas.
Las glándulas sudoríparas desempeñan funciones importantes en el metabolismo hidroclorado, en la termorregulación por la evaporación del sudor y humedad de la superficie cutánea que también está relacionada con la prensión de los objetos con las manos.

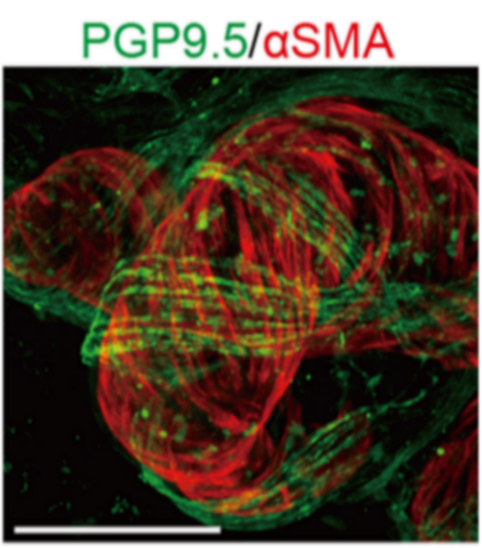
Terminaciones nerviosas (en verde) rodeando la basal de la porción secretora (en rojo). Inmunofluorescencia.

El análisis de la distribución tridimensional de las fibras nerviosas, mostró que envuelven las capas de células mioepiteliales que rodean las porciones secretoras. En las glándulas exocrinas salivales, las fibras nerviosas se extienden hasta las células mioepiteliales en forma de estrella, pero no se envuelven en los acinos secretores. La disposición espacial de las fibras nerviosas en relación con las células mioepiteliales, sugiere que las múltiples células mioepiteliales de las glándulas sudoríparas contraen sincrónicamente sus porciones secretoras.
El control de la producción del sudor por las glándulas sudoríparas ecrinas, lo realiza el sistema nervioso vegetativo simpático; al aumentar la actividad del sistema simpático, aumenta la cantidad de secreción de sudor.

## Glándulas sudoríparas apócrinas
Las glándulas sudoríparas apocrinas están formadas por un gran lóbulo secretor y un conducto excretor dérmico que desemboca en el folículo pilosebáceo, excretando su contenido junto con el sebo. Estas glándulas están en involución y son poco importantes en el ser humano, se encargan de la secreción de las feromonas y solo se localizan en axila, periné, pubis y las areolas de los pezones en las glándulas mamarias. Las glándulas que excretan la cera en el conducto auditivo externo y las del párpado son glándulas sudoríparas apocrinas modificadas.
Las glándulas sudoríparas apocrinas producen sustancias que al ser descompuestas por bacterias son las responsables del olor característico de zonas como las axilas y los órganos sexuales. Los niños antes de la pubertad tienen un olor diferente a los adultos, ya que no producen sudor apocrino y su secreción sebácea es menor.

## Recambio
Las glándulas sudoríparas contienen células madre con potencial regenerativo. Se demostró que las glándulas sudoríparas de ratón, albergan células madre en los conductos sudoríparos y los glomérulos secretores, que responden de manera diferencial a las lesiones y exhiben potenciales regenerativos distintos.
La inervación parasimpática mantiene la población progenitora de las glándulas sudoríparas en un estado indiferenciado, que es necesario para la organogénesis de la glándula.

## Patología
La inflamación de una glándula sudorípara se llama hidradenitis.